# Formica lugubris
Formica lugubris là một loài kiến thuộc họ Formicidae. Loài này có ở Áo, Bulgaria, Phần Lan, Pháp, Đức, Hungary, Ireland, Ý, Na Uy, România, Nga, Serbia và Montenegro, Slovakia, Tây Ban Nha, Thụy Điển, Thụy Sĩ, và Vương quốc Anh.